# Terremoto de Lombok de agosto de 2018
El terremoto de Lombok de agosto de 2018 fue un movimiento telúrico ocurrido el 5 de agosto de 2018, un destructivo y superficial terremoto de 6,9 Mw (7,1 en la escala sismológica de Richter) golpeó la isla de Lombok, Indonesia. Fue considerado el terremoto principal respecto de su premonitor, de magnitud Mw 6,4, que ocurriera en la misma isla el 29 de julio de ese año. El epicentro estuvo localizado dentro de la isla, cerca de la villa de Loloan. Como la ruptura se produjo en el mar, se generó un maremoto. Fuertes sacudidas se reportaron en la isla entera y también en las islas cercanas de Bali y Sumbawa.
La extensión del daño abarcó Lombok y Bali. Los oficiales declararon que al menos 80 % de estructuras en el sector norte de la isla fue destruida o quedó con daños. En el periodo posterior del terremoto, se confirmó la muerte de 563 personas, mientras más de 1.000 se reportaron heridas. Más de 20 000 personas quedaron damnificadas.

## Información tectónica
Indonesia se encuentra en el Anillo de Fuego del Pacífico, un área de gran actividad volcánica y tectónica. En particular, el archipiélago está ubicado entre las placas tectónicas de Eurasia, Pacífico y Australia. La placa australiana se subduce debajo de la placa Sunda a 50-75 mm (1.97-2.95 in) al año, formando Sunda Trench. Esta actividad causó el terremoto y maremoto del océano Índico Mw 9.2 2004, uno de los terremotos más fuertes y más letales en la historia registrada.
Lombok, en particular, se encuentra en el límite destructivo de placas entre la placa australiana y la placa de Sunda. Al este de Bali, el límite de la placa comienza a involucrar una colisión entre el borde de ataque del continente australiano y la parte oriental del Arco de Sunda y el extremo occidental de la Banda de Arco, también conocida como la Zona de Empuje del Arco de Flores. El Arco de Sunda ha producido una gran cantidad de terremotos poderosos y devastadores en el pasado, incluido el Terremoto de Sumba de 1977, el Terremoto de Java en 1994 y el Terremoto y tsunami de Pangandaran en 2006. Además, la isla también se encuentra entre dos grandes anomalías geomagnéticas de signos opuestos. El sistema Flores Back Arc Thrust había producido en el último siglo al menos 4 terremotos más fuertes que Mw 6.5: un evento Mw 6.5 en Bali al oeste en 1976, junto con tres eventos (Mw 6.5, 6.5, 6.6 en 2007 y 2009) en Sumbawa al este. 
El área de North Lombok, donde ocurrió el terremoto, tiene un historial de terremotos en el pasado. Un terremoto de Mw 6.4 en 1979 mató a 37, con un evento Mw 5.7 más reciente en 2013 que no causó muertes pero se informó de daños extensos. Las simulaciones de científicos de la Universidad de Mataram sugirieron que un terremoto más fuerte que Mw 6.0 podría causar un pequeño tsunami que sería de 13-20 cm (5.12-7.87 in) de altura, llegando a Mataram dentro de los 18-20 minutos posteriores al terremoto. Geológicamente, las rocas cercanas al epicentro son principalmente sedimentos volcánicos terciarios a cuaternarios, con rocas sedimentarias y metamórficas pretercianas a terciarias. Se predice que las rocas blandas causaron un aumento en la intensidad del terremoto.

## Terremoto

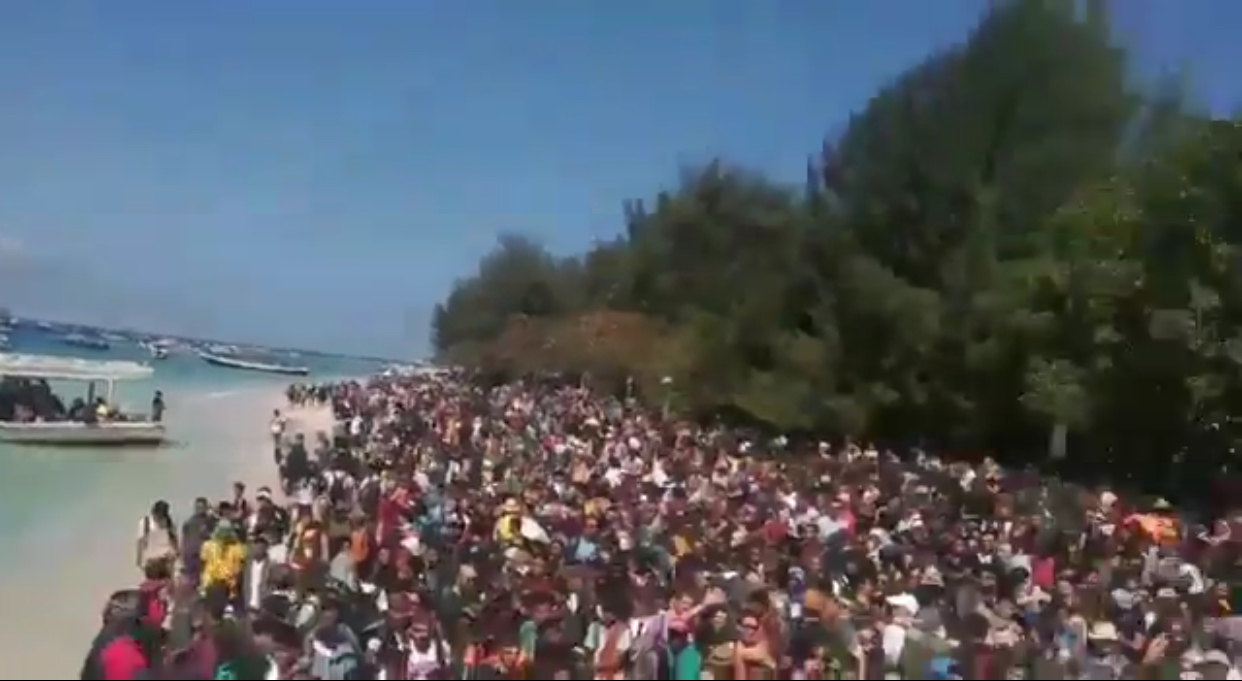
Turistas en las playas de Lombok

El terremoto ocurrió a las 19:46 hora local, a una profundidad de 31.0 km (19.3 mi) (USGS) o 15.0 km (9.3 mi) (BMKG). La sacudida se sintió tan lejos como Sumbawa en el este y Trenggalek Regency en el oeste. La sacudida también se sintió en Pacitan Regency, East Java. La Agencia de Meteorología, Climatología y Geofísica de Indonesia (BMKG) declaró que el epicentro del terremoto se localizó tierra adentro, en la vertiente noreste del Monte Rinjani a 8.37°S 116.48°E. Inicialmente midió la intensidad del terremoto en Mw 6.8, antes de revisarlo a 7.1. El Servicio Geológico de los Estados Unidos midió inicialmente el terremoto en Mw 7.1, antes de revisarlo hasta 7.0. Puso el epicentro a 8.287°S 116.451°E, algo al norte de la estimación de BMKG.
Causada por una falla inversa superficial en o cerca del empuje Flores Volver Arco, en la que las placas de Australia y de la Sonda segunderos los arcos de islas volcánicas de Indonesia. El terremoto se produjo apenas una semana después del terremoto de magnitud 6,4 que había matado a 20 De acuerdo con BMKG, este terremoto fue un preámbulo del terremoto Mw 6.9. Al pesar del terremoto, no se registró un aumento en la actividad de los volcanes cercanos de Rinjani y Agung. El terremoto interrumpió un consejo de seguridad ministerial celebrada en Mataram, a la que asistieron los ministros de Indonesia Yasonna Laoly y Wiranto, ministro australiano Peter Dutton, Nueva Zelanda ministro Andrew Little, y ministro de Singapur, K. Shanmugam. Inmediatamente después del terremoto, muchos residentes evacuaron a mezquitas locales por temor a réplicas.

### Intensidad y tsunami
Como el terremoto ocurrió a una profundidad relativamente poco profunda y una magnitud poderosa, el terremoto causó temblores severos en la isla de Lombok y temblores fuertes en las islas vecinas. Funcionarios indonesios publicaron mapas de la sacudida percibida. La ciudad más grande de Lombok y la capital provincial, Mataram, registraron una intensidad máxima de VIII (Grave). El temblor más fuerte se sintió en la isla de Bali en Karangasem Regency con una intensidad de VI (fuerte) mientras que en la isla de Sumbawa, el temblor más fuerte se sintió en Bima con una intensidad máxima registrada de VI (fuerte)
Después del terremoto, BMKG emitió una advertencia de tsunami para la costa norte de Lombok. Con una altura máxima esperada de solo 50 cm (19.69 in), el tsunami golpeó en tres lugares, el máximo de los cuales fue de 13.5 cm (5.3in) en Carik, North Lombok, y la advertencia fue eliminada más tarde. Sin embargo, la advertencia había causado pánico cuando los residentes intentaron evacuar a un terreno más alto. En las Islas Gili, los residentes y turistas fueron evacuados a las colinas a la espera de un tsunami.

## Daños y víctimas
Hasta el 9 de agosto, se había confirmado la muerte de 259 personas. La mayoría de las víctimas murieron por la caída de escombros debido a la caída de edificios. Las muertes ocurrieron en todas las regencias y ciudades de la isla, y la mayoría de las muertes se produjeron en la Regencia del norte de Lombok. De las 257 muertes en Lombok, 212 fueron en el norte de Lombok, 26 en el oeste de Lombok (incluidas 7 en las islas Gili), 6 en Mataram, 11 en el este de Lombok y 2 en la regencia de Lombok central. Los funcionarios confirmaron que dos personas habían muerto en Bali, ambas en Denpasar, mientras que 58 personas en Bali resultaron heridas. Todos los muertos por el terremoto eran ciudadanos indonesios.
Cientos de personas resultaron heridas, sobrecargando la capacidad de los sitios médicos y forzándolos a ser tratados afuera. Decenas de heridos también fueron reportados en Karangasem Regency, la parte más oriental de la vecina Bali. El 6 de agosto a las 07:45 hora local, el regente de la Regencia de Lombok del Norte, Najmul Akhyar, confirmó en televisión que el número de víctimas había aumentado a más de 100, ya que los informes de sus distritos revelaron que al menos 5 personas habían muerto en cada distrito. A las 10:00 a. m. hora local, el Jefe del Centro de Datos, Información y Relaciones Públicas de BNPB, Sutopo Purwo Nugroho, dijo en una conferencia de prensa que al menos 91 personas habían muerto, todos indonesios, mientras que 209 personas resultaron gravemente heridas en el terremoto.
Más tarde esa tarde, Sutopo revisó el número de muertos de 98 personas, ya que otros 7 cuerpos fueron recuperados de la regencia de West Lombok, mientras que el número de heridos se elevó a 236. Agregó que el número de muertos actual no es definitivo y que se obtendrá más información del pueblos que fueron cortados por el terremoto. Hubo muchos informes de mezquitas derrumbadas en Lombok. A medida que el terremoto golpeó durante la oración de isha, muchas personas quedaron atrapadas después de que las mezquitas en las que se encontraban colapsaron sobre ellas. En la aldea Lading-Lading, North Regency de Lombok, más de 50 personas quedaron atrapadas dentro de la mezquita Jabal Nur, mientras que algunos residentes locales afirmaron que había cientos. Según los informes, decenas de personas quedaron atrapadas dentro de la mezquita Jamiul Jamaah en la aldea de Karangtangsor. El 7 de agosto, los funcionarios anunciaron que habían rescatado a un adorador de los escombros, que los reanimadores encontraron vivo. Tres cuerpos también fueron recuperados durante la operación de búsqueda y rescate.